# 3879 Machar
3879 Machar (1983 QA) là một tiểu hành tinh vành đai chính được phát hiện ngày 16 tháng 8 năm 1983 bởi Z. Vavrova ở Klet.